# Ordre de la République (Égypte)
Pour les articles homonymes, voir Ordre de la République.
L'ordre de la République est une décoration égyptienne fondée en 1953 pour célébrer la renaissance de la république d'Égypte.

## Les classes
| Rubans    | Rubans   | Rubans     | Rubans         | Rubans       | Rubans  | Rubans |
| --------- | -------- | ---------- | -------------- | ------------ | ------- | ------ |
| Chevalier | Officier | Commandeur | Grand officier | Grand cordon | Collier |        |